# Église Saint-Nicolas de Grenade
L'église Saint-Nicolas (en espagnol : Iglesia de San Nicolás) est une église espagnole située dans le quartier historique d'Albaicín de la ville de Grenade, en Andalousie. Elle est bâtie en 1525 dans un style mudéjar.
L'église de San Nicolás donne son nom à la place Mirador de San Nicolás, qui offre une vue panoramique sur l'Alhambra. L'église est construite en briques et ses toits sont en tuiles. Toutes les façades de l'église sont chaulées.

L'église est ouverte au public, l'entrée payante servant à financer sa restauration. 

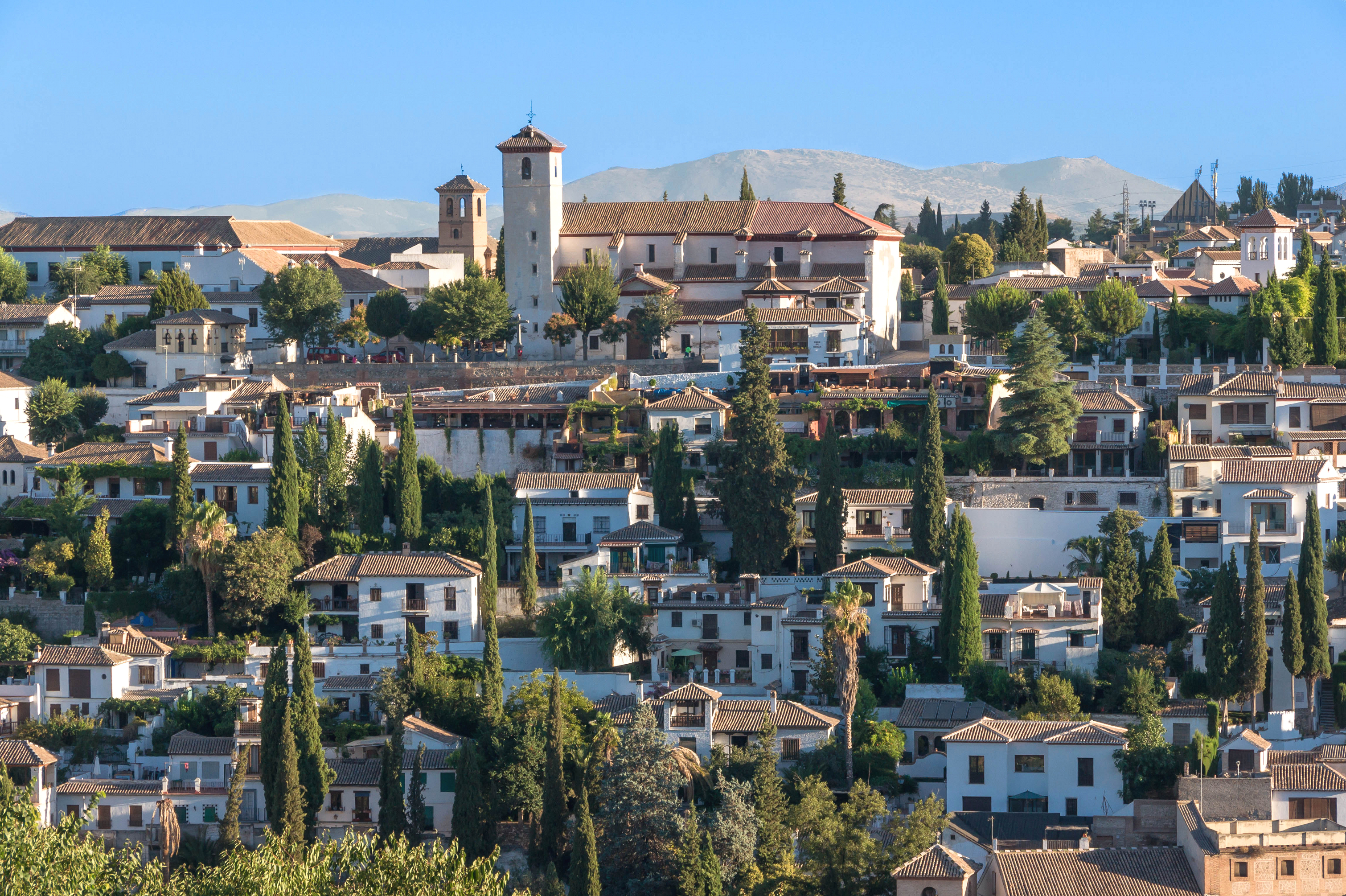
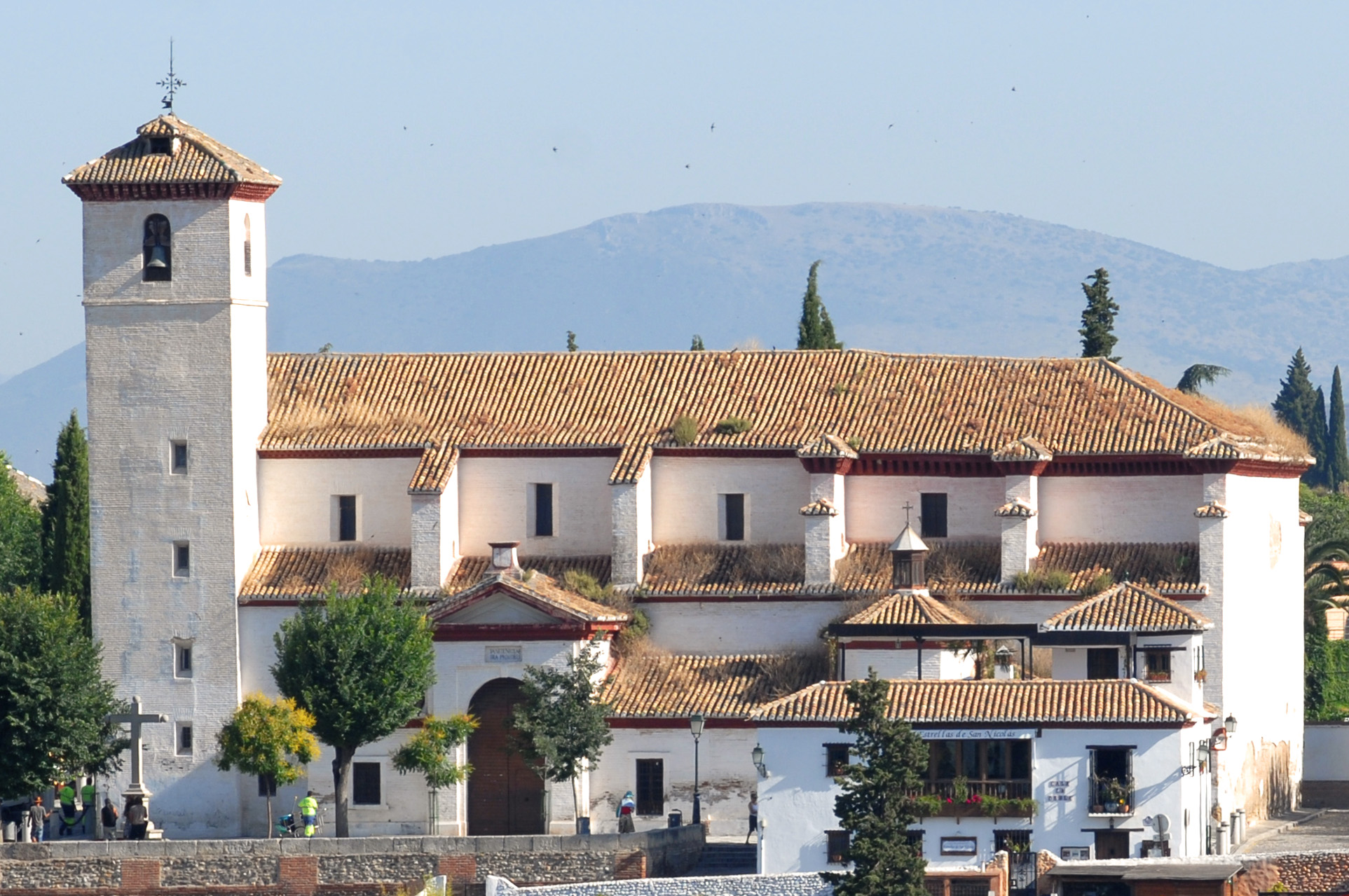
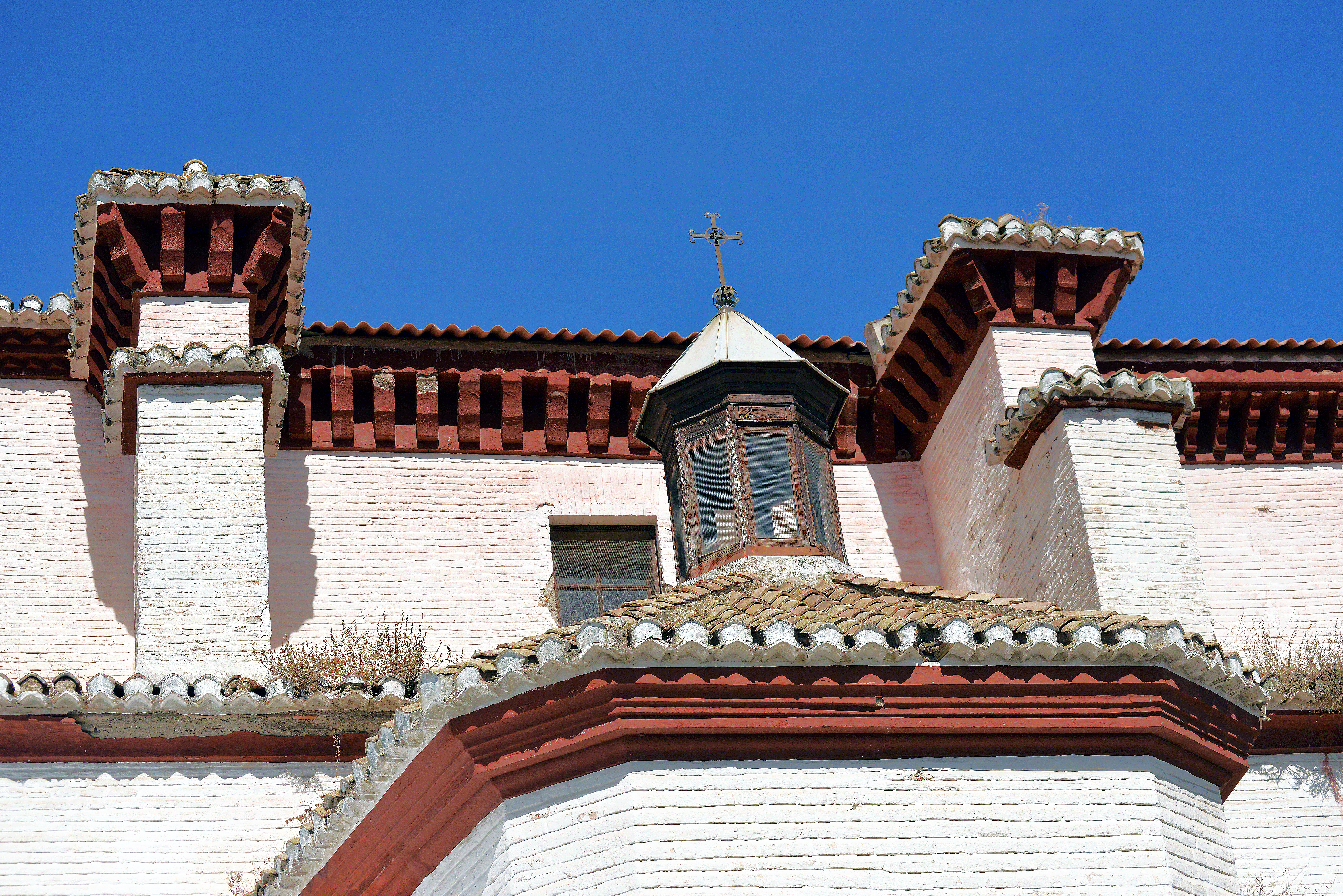